# Amadou Onana
Amadou Ba Zeund Georges Mvom Onana (Dakar, 2001. augusztus 16. –) szenegáli születésű belga válogatott labdarúgó, az Aston Villa játékosa.

## Pályafutása

### Klubcsapatokban
2017-ig az Anderlecht, az RWS Bruxelles és a Zulte-Waregem korosztályos csapataiban nevelkedett, majd a TSG 1899 Hoffenheim akadémiájára került. 2019. március 13-án bemutatkozott a negyedosztályú tartalék csapatban a Homburg ellen 2–0-ra elvesztett bajnoki mérkőzésen a 79. percben Theodoros Politakis cseréjeként. 2020 januárjában aláírta első profi szerződését a Hamburger SV csapatával 2024. június 30-ig, de csak júliusban csatlakozott. 2020 szeptember 14-én góllal debütált a kupában a Dynamo Dresden ellen. Négy nappal később a bajnokságban is debütált a Fortuna Düsseldorf ellen 2–1-re megnyert találkozón. December 15-én első bajnoki gólját szerezte meg a Sandhausen ellen.
2021 augusztusában öt évre írt alá a francia Lillehez. Augusztus 14-én az OGC Nice ellen mutatkozott be az első osztályban a 65. percben Yusuf Yazıcı cseréjeként. 2022. január 4-én duplázott a kupában az RC Lens elleni mérkőzésen. 2022. augusztus 9-én az angol Everton öt évre szerződtette. Augusztus 13-án az Aston Villa ellen debütált.
2024. július 22-én az az Aston Villa 50 millió fontért szerződtette és ötéves szerződést írt alá.

### A válogatottban
Pályára lépett a 2018-as U17-es labdarúgó-Európa-bajnokságon. 2022. június 3-án debütált a felnőtt válogatottban a Hollandia elleni 2020–2021-es UEFA Nemzetek Ligája elődöntőjébe. November 10-én bekerült a 2022-es labdarúgó-világbajnokságra utazó keretbe.

## Család
Kameruni és szenegáli származású.